# Singing Bee
Singing Bee är ett svenskt tv-program som hade premiär på TV 3 13 januari 2008. Programmet är en svensk version av ett amerikanskt format, The Singing Bee. I programmet tävlar vanliga personer i att sjunga rätt text till olika sånger. En i taget blir de utslagna och vinnaren kan vinna upp till 50 000 kronor. Programledare är Hanna Hedlund. Kapellmästare är Adam Kårsnäs. 
Den amerikanske motsvarigheten till rättstavningstävling heter Spelling Bee och eftersom det är en tävling i att komma ihåg texten till låtar som man sjunger blir det Singing Bee!

## Säsong 1
Den första säsongen sändes på söndagar klockan 20.00 på TV3 mellan 13 januari 2008 och 16 mars 2008. Premiärprogrammet sågs av 703.000.
Vinnare
- Anna Hellman, 34 år, från Vällingby. Vinnare i finalen
- Anna Swedin, 35 år, från Tyresö kommun.
- Emil Lövholm, 23 år från Hägersten.
- Emilie Larensvärd, 23 år, från Stockholm.
- Mikaela Schef, 20 år, från Årsta.
- Myra Aronsson, 38 år, från Ingarö.
- Peter Runnander, 19 år, från Årsta.
- Rebecca Torfason, 30 år, från Rosersberg.
- Sophie Tjernbäck, 30 år, från Lidingö.

## Säsong 2
Den andra säsongen sändes på fredagar klockan 21.30 på TV3 mellan 19 september 2008 och 21 november 2008.
Vinnare
- Anders Laurin, 28 år, från Norrköping.
- Angelica Strandberg, 25 år, från Tyresö kommun.
- Jenni Brandin, 27 år, från Enköping.
- Karin Nilsson, 26 år, från Lidingö.
- Linda Tillemar, 28 år, från Norrköping.
- Martin Thorsell, 34 år, från Kista.
- Mia Lindström, 30 år, från Gotland.
- Sanna Hellgren-Nilsson, 21 år, från Årsta.
- Tony Wikström, 35 år, från Mariehamn. Vinnare i finalen

## Säsong 3
Den tredje säsongen sändes på fredagar klockan 21.30 på TV3 mellan 6 mars 2009 och 5 maj 2009.
Vinnare
- Annika Troselius, 31 år, från Stockholm.
- Christian Stålhuvud, 23 år från Järfälla.
- Jennie Pettersson, 35 år, från Boxholm.
- Lotta Norin, 41 år, från Danderyd.
- Magnus Fors, 33 år, från Nyhammar. Vinnare i finalen
- Maria Sandling, 32 år, från Luleå.
- Martina Eriksson, 23 år, från Åre.
- Tomas Erlandsson, 37 år, från Habo.

### Celeb
Deltagarna i det sjätte avsnittet, den 10 april 2009 bestod av kändisar som fick skänka sin vinstsumma till välgörenhet.
Deltagare
- Hasse Aro.
- Erik Ekstrand.
- Fredrik Birging.
- Johan Petersson.
- Johanna Toftby.
- Nina Söderquist. Vinnare i finalen
- Renée Nyberg.

## Säsong 4
Den fjärde säsongen sändes på torsdagar klockan 20.00 på TV3 mellan 8 oktober 2009 och 3 december 2009. Denna säsong deltog endast kändisar som fick skänka sin vinstsumma till välgörenhet och gick under namnet Singing Bee - Celeb.

### Avsnitt 1
Avsnittet sändes 8 oktober 2009.

Deltagare
- Anna Blomberg.
- Blossom Tainton. Vinnare i finalen
- Erik Ekstrand.
- Fadde Darwich.
- Jan Emanuel Johansson.
- Zillah & Totte.

### Avsnitt 2
Avsnittet sändes 15 oktober 2009.

Deltagare
- Alex Schulman.
- Ann Söderlund.
- Anna Mourou. Vinnare i finalen
- Hannah Widell.
- Peter Wahlbeck.
- Shire Raghe.

### Avsnitt 3
Avsnittet sändes 22 oktober 2009.

Deltagare
- Claes af Geijerstam.
- Dominika Peczynski.
- Eva Nazemson.
- Fredrik Birging.
- Peter Gustafson.
- Tore Kullgren. Vinnare i finalen

### Avsnitt 4
Avsnittet sändes 5 november 2009.

Deltagare
- Hanna Wilenius.
- Jimmy Schönning.
- Kjell Eriksson.
- Nisti Stêrk.
- Sanna Ekman.
- Sven von Essen. Vinnare i finalen

### Avsnitt 5
Avsnittet sändes 12 november 2009.

Deltagare
- Angela Monroe.
- Bingo Rimér.
- Henrik Olsson.
- Lars-Åke "Babsan" Wilhelmsson.
- Pererik Åberg.
- Sofia Rågenklint. Vinnare i finalen

### Avsnitt 6
Avsnittet sändes 19 november 2009.

Deltagare
- Anton Körberg.
- Erica Johansson.
- Hasse Brontén.
- Johan Pråmell.
- Kishti Tomita.
- Mi Ridell. Vinnare i finalen

### Avsnitt 7
Avsnittet sändes 26 november 2009.

Deltagare
- Emma Englund. Vinnare i finalen
- Fredrik Paulún.
- Gabriel Odenhammar.
- Meral Tasbas.
- Tony Irving.
- Viktor Åkerblom.

### Avsnitt 8
Avsnittet sändes 3 december 2009.

Deltagare
- Annika Sjöö.
- Glenn Hysén.
- Katrin Zytomierska.
- Orvar Säfström.
- Patrik Ekwall.
- Suzanne Sjögren. Vinnare i finalen